# Walter Pötscher

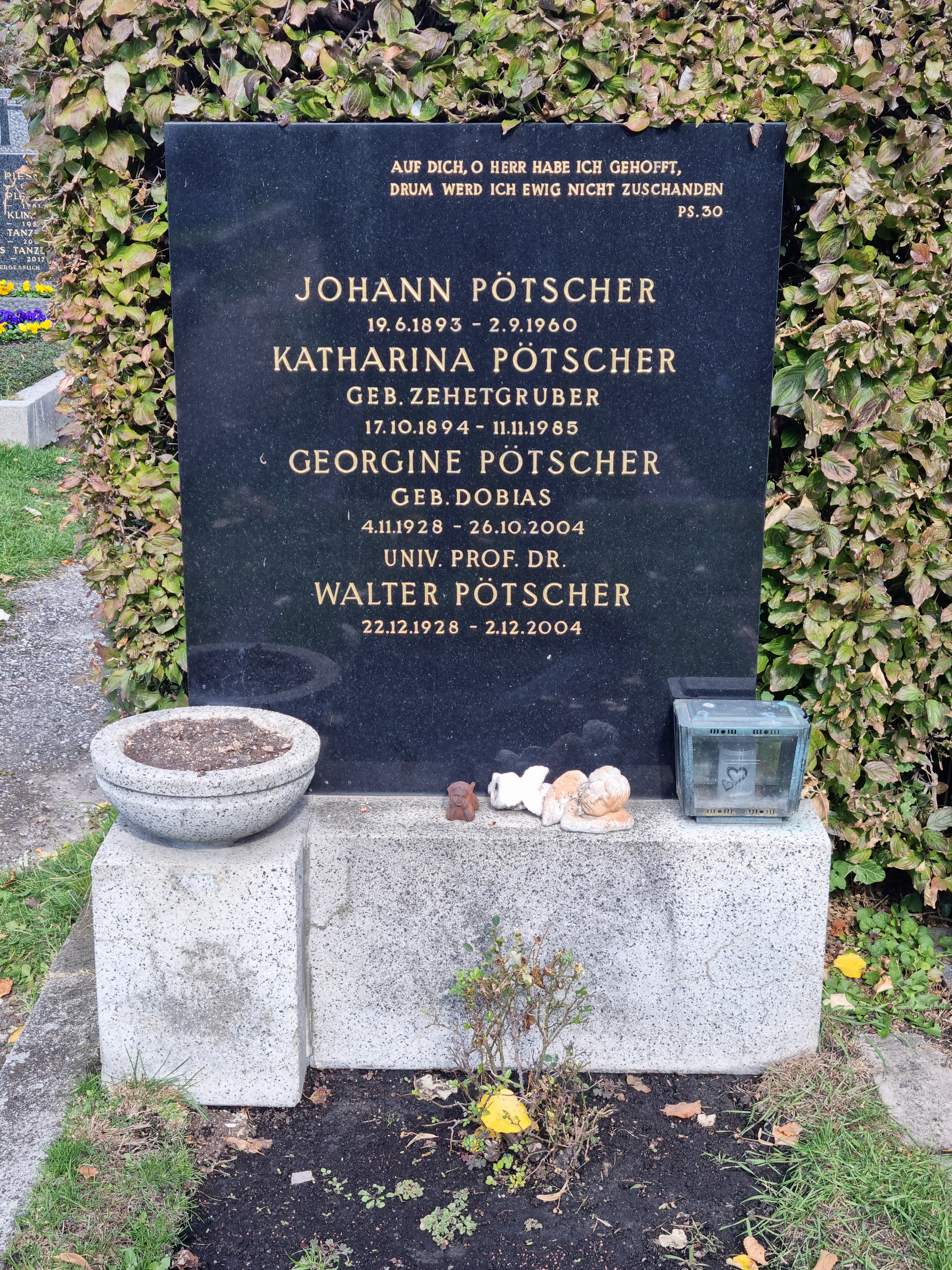
Grab von Karl Pötscher am Inzersdorfer Friedhof

Walter Pötscher (* 22. Dezember 1928 in Wien; † 2. Dezember 2004 ebenda) war ein österreichischer Klassischer Philologe.
Pötscher studierte Klassische Philologie an der Universität Wien, wo er 1953 promoviert wurde. Anschließend wirkte er als Gymnasiallehrer in Wien und hielt gleichzeitig Lehrveranstaltungen an der Universität Salzburg ab. Hier habilitierte er sich 1966 und wurde 1971 zum außerordentlichen Professor ernannt. 1982 wechselte er als ordentlicher Professor und Lehrstuhlinhaber an die Universität Graz, wo er bis zu seiner Emeritierung (1997) wirkte.
Für seine wissenschaftlichen Verdienste wurde Pötscher das Österreichische Ehrenkreuz für Wissenschaft und Kunst I. Klasse und die Ehrenmedaille der Bundeshauptstadt Wien in Gold verliehen. Anlässlich seines 70. Geburtstages gaben Joachim Dalfen, Gerhard Petersmann und Franz Ferdinand Schwarz 1998 zu seinen Ehren die Festschrift Religio Graeco-Romana heraus. Pötscher wurde am Inzersdorfer Friedhof (Gruppe 19, Reihe 10, Nummer 15) in Wien bestattet.